# RAMS Professional Education
RAMS Professional Education（ラムズ・プロフェッショナル・エデュケーション、略称RPE）は、かつて存在した声優プロダクションであるラムズ付属の声優養成所。東京校と大阪校が存在していた。
2013年にラムズが自己破産したため、この声優養成所自体も消滅したとみられる。

## 概要
「声優はエンタテインメント」をコンセプトに、2004年に東京校が、2005年には大阪校が開校。

## 主な出身者
一期生
阿部玲子、井ノ上奈々、近江知永、大本命、斎藤桃子、庄子裕衣、中本順久、布施雅英、宮崎羽衣、ミルノ純、春夏ひとみ
二期生
上村彩子、木部ショータ、さかいかな、南條愛乃
三期生
内田彩、兼田恵、たぬまゆみ、村井真里
四期生
辻坂茜、山村響
五期生
平山笑美、森嶋秀太

## 主な講師
声優
加勢田進、原えりこ
音響監督
吉田知弘
歌手
朝川ひろこ、さかもとえいぞう、YOFFY
ラジオDJ
武村貴世子、藤田友明